# 朴殷植
朴殷植（1859年10月25日—1925年11月1日），字圣七，号谦谷、白岩，韩国独立运动家，思想家、史学家，大韩民国临时政府第二任总统。
朴殷植1859年10月25日（农历9月30日）出生于朝鲜黄海道黄州郡，早年为朝鲜官吏，后投身思想启蒙运动。日韓合併后，他于1911年流亡中国及俄罗斯，成为韩国独立运动的元老。1924年，在大韩民国临时政府在国际上遭到打压，内部出现分裂，资金极其困难的情况下，66岁高龄的朴殷植被议政院推荐担任国务总理兼代总统，并在李承晚被弹劾后成为第二任总统。在其短暂的总统任期期间，他通过修宪将临时政府由总统制改为内阁责任制，使临时政府得以渡过困难期。
朴殷植是位著名的思想家和史学家。其“国魂”史学思想著作《韩国痛史》、《韩国独立运动之血史》是韩国独立运动家案首必读之卷，也被韩国内外民众广泛阅读。他同时也是位儒学家，倡导通过阳明学改革儒学，以使其适应社会现实需要。

## 早年官吏生涯
朴殷植1859年10月25日（农历9月30日）出生于朝鲜黄海道黄州郡。他的父亲朴周浩是私塾教习。朴殷植自幼跟随父亲饱读经书，被称为神童。他的父亲希望他能够中举当官，但他却认为科举考试是狭隘的应试考试，无心任仕，后离家出走求学。他先是拜朝鲜实学集大成者丁若镛的弟子申耆永和丁观燮为师，学习丁若镛的实学著作，后又拜当时朝鲜著名朱子学者朴文一、朴文伍兄弟为师，学习朱子学。学成后，朴殷植返乡招收学徒，讲授朱子学。:63-64
1885年，朴殷植遵母参加乡试，并在1888-1894年间历任朝鲜王朝崇仁殿参奉、东明王陵参奉。1894年，朝鲜爆发甲午农民起义。作为朝鲜官吏，朴殷植最初对农民起义持反对态度，但他同时也意识到朝鲜封建王朝已经是摇摇欲坠。他随即辞官到江原道原州郡隐居。:65-66

## 早期思想启蒙运动
随着资本主义列强对朝鲜侵略的加强，许多朝鲜爱国知识分子为挽救国家开始投身思想启蒙运动。深受触动的朴殷植也从江原道迁回汉城，于1898年参加独立协会，从儒学者转化成为开化派。他还是万民共同会的文教部长，并担任独立协会机关报《皇城新闻》的主编。期间他撰写了反映其开化派思想的《谦谷文稿》和教育思想体系的《学规新论》两部著作。1904年，日本在日俄战争期间强迫朝鲜签订《日韩议定书》。朴殷植在《皇城新闻》上发表大量文章抨击日本的侵略行径。他因此被捕入狱。《皇城新闻》也于1905年被停刊。朴殷植重获自由后转任《大韩每日申报》的主编，继续发表文章抨击日本的侵略和朝鲜封建政府的软弱、卖国。1906年2月，《皇城新闻》复刊后，他转任《皇城新闻》总编。:66-68
1906年3月，朴殷植与张志渊等人创建大韩自强会，在《大韩自强会月报》发表思想启蒙文章。同年10月，他创建西友学会，任其机关报《西友》总编，并加入梁起铎、安昌浩等组织的新民会，负责新民会教育、出版事务。1908年，西友会与汉北学会合并成西北学会，朴殷植任其机关刊物《西北学会月报》主编。期间，朴殷植撰写了大量爱国主义思想启蒙文章，并发表了通过阳明学改造儒教的《儒教求新论》。1908年，他创办西北学会所属的西北协城学校，出任校长，培养救国人才。1909年9月，他与李范圭、张志渊等人创建以大同思想和阳明学为基础改革儒教的新兴宗教大同教。次年撰写了儒教改革著作《王阳明实记》。1910年，日韓合併后开始实行高压政策，关闭出版机关，禁止发行朝鲜历史书。《皇城新闻》、《西北学会月报》都被停刊。在编纂国史维持“吾族之国魂”理念下，他撰写了《韩末秘录》。:69-71

## 流亡海外
1911年3月，朴夫人病逝。同年4月，朴殷植流亡中国恒仁县寄宿在兴道川爱国志士尹世复的家里。在恒仁县的一年期间，他编撰了《东明圣王实记》、《渤海太祖建国志》、《大东古代史》、《明临达夫传》、《梦拜金太祖》、《渊盖苏文传》等著作。同年10月，辛亥革命爆发。次年3月，他经沈阳到北京，后经天津到上海。他在上海与申圭植组建了韩侨互助团体同济社和培养韩国青年的博达学院。1914年5月，朴殷植应邀去香港任《香江》杂志编辑，但因发表反对袁世凯的文章，刊物被停刊，后回到上海。在上海，他创作了《安重根传》、《韩国痛史》等著作。1915年《韩国痛史》由上海大同编译局出版后在中国和海外产生巨大影响，并秘密流入朝鲜半岛。为肃清该书的影响，日本当局组织御用学者编写了美化日本侵略的《朝鲜史》。《韩国痛史》出版之后，朴殷植又撰写了《李舜臣传》。应康有为之邀，朴殷植出任《国是日报》主编，但没多久该报就被停刊。他住在前清水军提督吴长青的孙女吴亚兰的家里，开始撰写《大东民族史》，但该书由于种种原因最终没有完成。他在上海与申圭植在成立新韩革命团，任监督，后又与申圭植组建大同辅国团，任团长。:72-74
1918年，朴殷植应俄国韩侨之邀去俄领宋王岭任《韩族公报》的主编。在此期间，他将《渤海史》、《金史》翻译成韩文，撰写了《李俊传》，并往来于韩侨的各个学校宣讲朝鲜历史和民族独立思想。1919年，三一运动爆发后，朴殷植在海参崴成立了大韩国民老人同盟会，并派五名代表去汉城进行反日独立运动。姜宇奎向日本总督斋藤实投掷炸弹、李发自决都是与朴殷植老人会相关的事件。:74

## 大韩民国临时政府总统
1919年大韩民国临时政府成立后，朴殷植于同年8月再次回到上海。他作为元老在幕后支持临时政府的独立运动。1920年12月，上海韩人出版社维新社出版了他另一部著作《韩国独立运动之血史》。在沪期间，他还担任新韩青年党机关报《新韩青年》，以及《四民报》、《救国日报》的总编。由于临时政府内部矛盾，国务总理李东辉于1921年1月24日辞职。同年2月，朴殷植与元世勋等13人发表《告朝鲜同胞们》声明，要求召开国民代表会议。1923年1月3日，国民代表会议最终在上海举行。由于国民代表派系分化严重，大会最终以失败告终。朴殷植在此过程中一直保持中立态度，并主张独立运动的团结统一。:75-76
1924年，朴殷植在大韩民国临时政府议政院被推荐担任国务总理兼代总统。当时朴殷植已经66岁高龄，而且身体状况不佳。但他为挽救独立运动，毅然承担重任。1925年3月21日，大韩民国临时议政院通过对总统李承晚的弹劾。两天后，朴殷植被选为大韩民国临时政府第二任总统。同年3月30日，他向临时议政院提出改总统制为内阁责任制的修宪法案。同年7月，朴殷植根据新宪法推荐李相龙为国务领，并辞去总统的职务。:76

## 病逝
辞去大韩民国临时政府总统职务后，朴殷植病情加重，后于1925年11月1日病逝。逝世前，他留下遗嘱：“第一，开展独立运动，一定要坚持全民族的统一。第二，为了独立运动的胜利，可以使用任何手段和方法。第三，独立运动是属于全韩国人民的共同使命，独立运动同志之间不能有分裂现象和派别斗争，一定要保持团结。”:76
朴殷植去世后被安葬在上海静安寺公共墓地600号。1993年8月5日，韩国政府将其与另外四位大韩民国临时政府要人的遗骸运回韓國举行国葬，重新安葬在国立墓地临时政府爱国志士墓域。

## 思想

### 国魂史学思想
朴殷植认为“国魂”与“国魄”（国家）虽是一个整体，但没有必然的依附和从属关系。“国魄”者，“钱谷、卒乘、城池、船舰、器械，魄之属也”。而“国魂”则是一种精神形态的东西，“盖国教、国学、国语、国文、国史，魂之属也”。“魂之为物，不随魄而死生。”他认为国家与国史是类似于“形”与“神”的关系，国家可以遭不测，但国史却永存。只要国史不灭，国家就不会永久灭亡。“国可灭，史不可灭”，“神存而不灭，形有时而复活矣”。
在“国魂之不灭者存焉”的史学思想下，朴殷植撰写了《韩国痛史》、《韩国独立运动之血史》等著作记载日本对韩国的入侵，侵略者对韩国民众的野蛮屠杀，以及韩国人民反抗侵略的斗争。他的这两部著作在日本帝国主义强压监视下仍然传入国内被民众广泛阅读。在国外，他的史书成为独立运动家案首必读之卷，也被韩侨踊跃诵读阅读。特别是《痛史》一出版就在美洲翻译成韩文，成为韩侨的教科书。
朴殷植还将“国魂之不灭者存焉”的史学思想与近代进化论相结合。他认为除了“国魂”不灭，民族精神永存外，人类进化法则也使国家不亡。战争与侵略不是人类进步之举，而是“世界人道之敌”，“决不能容于新时代也”。韩国反侵略的抗日救国大业，是符合人类进化法则的，肯定会成功。

### 儒学改革思想
朴殷植曾师从朝鲜著名朱子学者朴文一和朴文伍，朱子学造化很深。他的老师朴文一曾如是评价他：“世之论文章者，殷植当为首屈一指。”不过随着日本对朝鲜侵略的日益加深，国家日益衰亡的严酷现实，使他开始对儒学进行深刻反省。他大力倡导通过适应时代的阳明学来改革儒学，以适应社会现实的需要。
在其所著的《儒教求新论》中，朴殷植指出了儒教的三大弊端，并提出改革儒教的三大方针：1.儒教不应该以帝王为中心，而应该面向人民和社会。2.要以开放进取的方法取代固陋保守的儒教方法，使之成为世界性的儒教。3.要将支离汗漫的儒学引向简易直切的阳明学，使之成为平易的、实践的儒学。”

## 著作
来源:

### 儒学
- 《儒教求新论》
- 《王阳明实记》

### 史学
- 《大东古代史》、《大东民族史》、《韩国痛史》、《韩国独立运动之血史》
- 《东明圣王实记》、《渤海太祖建国志》
- 《明临答夫传》、《渊盖苏文传》、《李舜臣传》
- 《李俊传》、《安重根传》